# Liste der Pfleger zu Tölz
Der Pfleger von Tölz wurde vom jeweiligen bayerischen Herzog eingesetzt. Das Amt hatte Bestand bis zum Ende des 18. Jahrhunderts. Der Pfleger war eine Art Verwalter, der polizeilich tätig wurde, als Richter diente und sogar für kirchliche Angelegenheiten zuständig war. Er bekam vom Landesherren nur ein geringes Entgelt ausbezahlt, konnte aber Einnahmen aus dem Territorium beziehen: Er bekam Naturalien von den Bewohnern und konnte sie zu Scharwerken verpflichten, kostenlosen Arbeitsdiensten. Die größten Einnahmen hatte der Pfleger allerdings aus verschiedenen Einrichtungen und Ökonomien der Region.

## Chronologische Liste
| Name | Amtszeit                    |
| --- | --------------------------- |
| Konrad von Egling (erster Pfleger von Tölz, zuvor war Tölz im Privatbesitz der Herren von Tölz-Hohenburg) | ca. 1288–1294               |
| … |                             |
| Berthold von Graisbach                                                                                    | 1328 – mind.1331            |
| … |                             |
| Heinrich der Comthur zu Aychach                                                                           | 1341                        |
| Ulrich der Stauffer                                                                                       | 1347–1354                   |
| … |                             |
| Steffan von Sachsenhausen                                                                                 | 1372–1373                   |
| Johann von Sachsenhausen                                                                                  | 1374                        |
| … |                             |
| Wolfhart von Hohenkirchen                                                                                 | 1381–1383                   |
| … |                             |
| Wolfgang der Aschauer                                                                                     | 1395                        |
| … |                             |
| Hanns von Schwangau                                                                                       | 1401                        |
| Hanns Rudolf                                                                                              | 1402                        |
| … |                             |
| Wilhelm der Auer                                                                                          | 1408–1415                   |
| Rudolf Türndl                                                                                             | 1416–1420                   |
| … |                             |
| Anne von Maxlrain (wohl in Vertretung für ihren verstorbenen Mann)                                        | 1423                        |
| … |                             |
| Heinrich der Höhenkircher                                                                                 | 1429–1433                   |
| Lienhart Prunner                                                                                          | 1434 (oder 1435)            |
| … |                             |
| Heinrich der Höhenkircher                                                                                 | 1437                        |
| … |                             |
| Georg von Waldeck                                                                                         | 1449–1450                   |
| Konrad von Egloffstein                                                                                    | 1450                        |
| … |                             |
| Ludwig von Maxlrain                                                                                       | 1453                        |
| Kaspar I. Winzerer                                                                                        | 1454–1465                   |
| Kaspar II. Winzerer                                                                                       | ?–1515                      |
| Kaspar III. Winzerer                                                                                      | 1515–1542                   |
| … |                             |
| Hanns Georg von Nußdorf                                                                                   | 1554–1573?                  |
| … |                             |
| Wilhelm David von Nußdorf                                                                                 | 1575–1590                   |
| … |                             |
| Giovanni Battista Guidoboni-Cavalchini                                                                    | 10. November 1594–1603      |
| Giulio Cesare Crivelli                                                                                    | 1603–1645 (oder 1609–1647?) |
| Markus Christoph Crivelli                                                                                 | 1645–1656                   |
| Anna Kunigunde Crivelli                                                                                   | 1656–1665                   |
| … |                             |
| Max Felix von Preysing                                                                                    | 1672                        |
| |                             |
| Max Ferdinand von Preysing                                                                                | 1680–1686                   |
| |                             |
| Max Graf von Preysing                                                                                     | 1707                        |
| |                             |
| Johann Ferdinand Felix von Preysing                                                                       | 1721–1731                   |
| |                             |
| Johann Max Graf von Preysing                                                                              | 1737–1764                   |
| Frederike Gräfin von der Wahl                                                                             | 1764–1784                   |
| Emanuel Graf von der Wahl                                                                                 | 1785–1797                   |
| Augusta Grafin von Mitgenstein                                                                            | 1798–1799                   |